# Kawasaki Frontale
Kawasaki Frontale (japanisch 川崎フロンターレ, Kawasaki Furontāre; von ital. frontale = vorne) ist ein japanischer Fußballverein, der seit dem Jahr 2005 ununterbrochen in der obersten Profiliga des Landes, der J1 League, spielt und dort viermal die Meisterschaft gewann.

## Vereinsgeschichte
Frontale, das aus der Großstadt Kawasaki (Präfektur Kanagawa) stammt und dort seine Heimspiele im Todoroki Athletics Stadium austrägt (wo auch der mehrmalige Meister Verdy Kawasaki bis zu seinem Umzug 1998 nach Tokio spielte), hat seine Ursprünge in der 1955 gegründeten Werksmannschaft des Elektronikkonzerns Fujitsu. Der Fujitsū Soccer-bu (富士通サッカー部), zu deutsch Fujitsu Fußball-Klub, spielte mehrere Jahrzehnte mit einigem Erfolg in verschiedenen regionalen Ligen, konnte aber nie landesweit auf sich aufmerksam machen. Ende der 70er-Jahre spielte Fujitsu kurzzeitig in der Japan Soccer League, stieg aber nach zwei Jahren wieder ab, ohne jemals in die JSL zurückzukehren.
Als nach der Saison 1992 die J. League gegründet wurde, ordnete sich Fujitsu in der darunter neu geschaffenen Japan Football League ein und benannte sich erst nach seiner Heimatstadt in Kawasaki Fujitsu, 1996 schließlich in Kawasaki Frontale um. Der italienische Name Frontale, der so viel wie vorne, an der Spitze bedeutet, soll an europäischen Spielstil erinnern und den Führungsanspruch des ehrgeizigen Vereins unterstreichen. Der Verein, der sich auch nach der Neugründung nicht vollständig von seinem Mutterkonzern gelöst hat und weiterhin den Beinamen Fujitsu FC führt, wurde 1999 ein Gründungsmitglied der neuen J. League Division 2 (J2), die es auf Anhieb gewann.
Im Jahr 2000 war Frontale also erstmals in der ersten Division spielberechtigt, doch der Klassenerhalt sollte dem Aufsteiger nicht vergönnt sein: Als Letzter der Jahrestabelle stieg man gleich wieder in die J2 ab. Diese Saison ging trotzdem als Erfolg in die Vereinsgeschichte ein, konnte man doch mit der Finalteilnahme im Yamazaki Nabisco Cup, dem japanischen Ligapokal, erstmals ein nationales Endspiel erreichen, auch wenn dieses 0:2 gegen die Kashima Antlers verloren ging.
Der erneute Aufstieg gelang Frontale im Jahr 2004 auf eindrucksvolle Weise, mit einem Torverhältnis von 104:38 und 29 Punkten Vorsprung auf einen Nichtaufstiegsplatz dominierte das Team aus Kanagawa die Liga wie nie eine Mannschaft zuvor.
In den späten 2010er- und frühen 2020er-Jahren entwickelte sich Kawasaki zur dominanten Macht der J1 League und gewann zwischen 2016/17 und 2020/21 vier Meisterschaften, teils mit großem Vorsprung.

## Vereinserfolge
- J1 League

Meister: 2017, 2018, 2020, 2021
Vizemeister: 2006, 2008, 2009, 2016, 2022
- Kaiserpokal

Sieger: 2020, 2023
Finalist: 2016
- J. League Cup

Sieger: 2019
Finalist: 2000, 2009, 2017
- Japanischer Fußball-Supercup: 2019, 2021, 2024
- J2 League: 2004  ▲
- Japan Football League

Vizemeister: 1998

## Aktionäre
K.K. Kawasaki Frontale, die 1996 gegründete Aktiengesellschaft, hat ihren Sitz im Stadtbezirk Takatsu von Kawasaki. Zu den Aktionären gehören zahlreiche Großunternehmen darunter Ajinomoto, Fujitsū oder Shōwa Denkō, die Stadt Kawasaki sowie eine Aktionärsgemeinschaft (Kawasaki Frontale mochikabu-kai), in der sich lokale Unternehmen und Einzelinvestoren zusammengeschlossen haben.

## Stadion

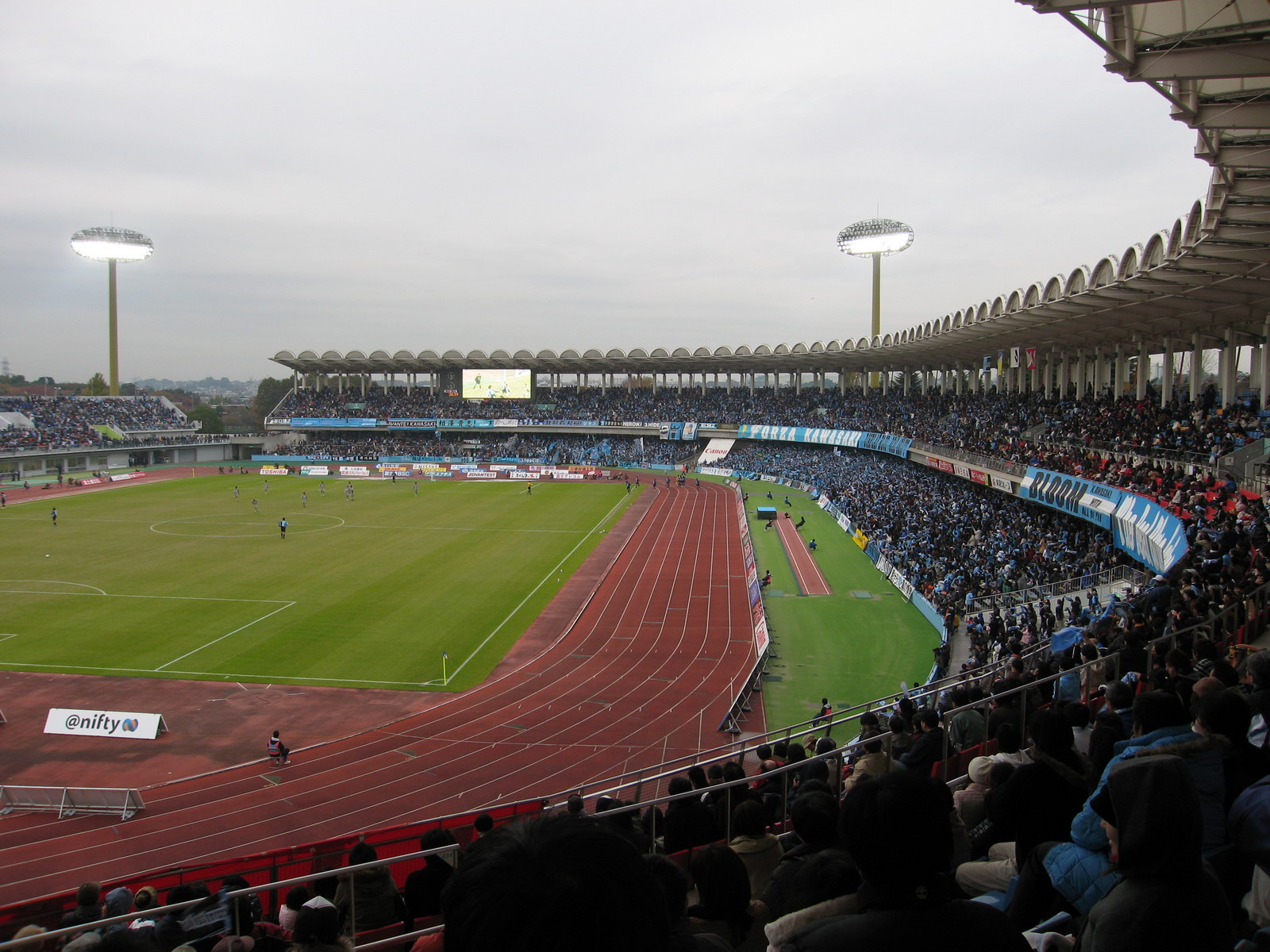
Todoroki Athletics Stadium

Seine Heimspiele trägt der Verein im Todoroki Athletics Stadium in Kawasaki in der Präfektur Kanagawa aus. Das Stadion hat ein Fassungsvermögen von 26.232 Personen. Eigentümerin der Sportstätte ist die Stadt Kawasaki.
Koordinaten: 35° 35′ 9,2″ N, 139° 39′ 9,8″ O

## Aktueller Kader
Stand: April 2025
| Nr. |           | Position | Name              |
| --- | --------- | -------- | ----------------- |
| 1   | Korea Sud | TW       | Jung Sung-ryong   |
| 2   | Japan     | AB       | Kōta Takai        |
| 4   | Brasilien | AB       | Jesiel            |
| 5   | Japan     | AB       | Asahi Sasaki      |
| 6   | Japan     | MF       | Yūki Yamamoto     |
| 7   | Japan     | AB       | Shintarō Kurumaya |
| 8   | Japan     | MF       | Kento Tachibanada |
| 9   | Brasilien | ST       | Erison            |
| 10  | Japan     | MF       | Ryōta Ōshima      |
| 11  | Japan     | ST       | Yū Kobayashi      |
| 13  | Japan     | AB       | Sōta Miura        |
| 14  | Japan     | MF       | Yasuto Wakizaka   |
| 15  | Japan     | AB       | Shūto Tanabe      |
| 16  | Japan     | MF       | Yuto Ozeki        |
| 17  | Japan     | ST       | Tatsuya Itō       |
| 18  | Japan     | MF       | Yūsuke Segawa     |
| 19  | Japan     | MF       | Sō Kawahara       |

| Nr. |           | Position | Name                 |
| --- | --------- | -------- | -------------------- |
| 20  | Japan     | ST       | Shin Yamada          |
| 21  | Japan     | TW       | Shunsuke Andō        |
| 23  | Brasilien | ST       | Marcinho             |
| 24  | Japan     | ST       | Ten Miyagi           |
| 25  | Japan     | TW       | Shin Nakagawa        |
| 26  | Japan     | MF       | Hinata Yamauchi      |
| 27  | Japan     | AB       | Ryota Kamihashi      |
| 28  | Brasilien | MF       | Patrick Verhon       |
| 30  | Japan     | AB       | Hiroto Noda          |
| 31  | Japan     | AB       | Sai van Wermeskerken |
| 33  | Korea Sud | TW       | Lee Keun-hyeong      |
| 35  | Japan     | AB       | Yūichi Maruyama      |
| 38  | Japan     | ST       | Soma Kanda           |
| 39  | Japan     | AB       | Kaito Tsuchiya       |
| 41  | Japan     | MF       | Akihiro Ienaga       |
| 44  | Kolumbien | AB       | César Haydar         |
| 98  | Japan     | TW       | Louis Yamaguchi      |

## Trainerchronik
| Trainer           | Nation    | von                | bis                |
| ----------------- | --------- | ------------------ | ------------------ |
| Shigeo Yaegashi   | Japan     | 1. Februar 1973    | 31. Januar 1982    |
| Shigeo Yaegashi   | Japan     | 1. Februar 1985    | 30. Juni 1991      |
| Kazuo Saitō       | Japan     | 1. Februar 1997    | 31. Januar 1998    |
| Beto Almeida      | Brasilien | 1. Februar 1998    | 15. April 1999     |
| Ikuo Matsumoto    | Japan     | 16. April 1999     | 31. Januar 2000    |
| Zeca              | Brasilien | 1. Februar 2000    | 4. Mai 2000        |
| Toshiaki Imai     | Japan     | 5. Mai 2000        | 14. September 2000 |
| Hiroshi Kobayashi | Japan     | 15. September 2000 | 31. Januar 2001    |
| Yoshiharu Horii   | Japan     | 1. Februar 2001    | 16. Juli 2001      |
| Nobuhiro Ishizaki | Japan     | 17. Juli 2001      | 31. Januar 2004    |
| Takashi Sekizuka  | Japan     | 1. Februar 2004    | 30. April 2008     |
| Tsutomu Takahata  | Japan     | 1. Mai 2008        | 31. Januar 2009    |
| Takashi Sekizuka  | Japan     | 1. Februar 2009    | 31. Januar 2010    |
| Tsutomu Takahata  | Japan     | 1. Februar 2010    | 31. Januar 2011    |
| Naoki Sōma        | Japan     | 1. Februar 2011    | 11. April 2012     |
| Tatsuya Mochizuki | Japan     | 12. April 2012     | 22. April 2012     |
| Yahiro Kazama     | Japan     | 23. April 2012     | 31. Januar 2017    |
| Tōru Oniki        | Japan     | 1. Februar 2017    | heute              |

## Saisonplatzierung
| Saison | Liga | Teams | Pos.  | Zuschauer | J. League Cup | Kaiserpokal   | Supercup | AFC CL        |
| ------ | ---- | ----- | ----- | --------- | ------------- | ------------- | -------- | ------------- |
| 2000   | J1   | 16    | 16. ▼ | 7.439     | 2. Platz      | 3. Runde      | —        | —             |
| 2001   | J2   | 12    | 7.    | 3.784     | —             | Halbfinale    | —        | —             |
| 2002   | J2   | 12    | 4.    | 5.247     | —             | Viertelfinale | —        | —             |
| 2003   | J2   | 12    | 3.    | 7.258     | —             | 4. Runde      | —        | —             |
| 2004   | J2   | 12    | 1. ▲  | 9.148     | —             | 5. Runde      | —        | —             |
| 2005   | J1   | 18    | 8.    | 13.658    | Gruppenphase  | Viertelfinale | —        | —             |
| 2006   | J1   | 18    | 2.    | 14.340    | Halbfinale    | 5. Runde      | —        | —             |
| 2007   | J1   | 18    | 5.    | 17.338    | Viertelfinale | Halbfinale    | —        | Viertelfinale |
| 2008   | J1   | 18    | 2.    | 17.565    | Gruppenphase  | 5. Runde      | —        | —             |
| 2009   | J1   | 18    | 2.    | 18.847    | 2. Platz      | Viertelfinale | —        | Viertelfinale |
| 2010   | J1   | 18    | 5.    | 18.562    | Halbfinale    | 4. Runde      | —        | Gruppenphase  |
| 2011   | J1   | 18    | 11.   | 17.340    | 2. Runde      | 4. Runde      | —        | —             |
| 2012   | J1   | 18    | 8.    | 17.807    | Gruppenphase  | 4. Runde      | —        | —             |
| 2013   | J1   | 18    | 3.    | 16.644    | Halbfinale    | Viertelfinale | —        | —             |
| 2014   | J1   | 18    | 6.    | 16.661    | Halbfinale    | 3. Runde      | —        | Achtelfinale  |
| 2015   | J1   | 18    | 6.    | 20.999    | Gruppenphase  | 4. Runde      | —        | —             |
| 2016   | J1   | 18    | 2.    | 22.136    | Gruppenphase  | 2. Platz      | —        | —             |
| 2017   | J1   | 18    | 1.    | 22.112    | 2. Platz      | 4. Runde      | —        | Viertelfinale |
| 2018   | J1   | 18    | 1.    | 23.218    | Viertelfinale | Viertelfinale | 2. Platz | Gruppenphase  |
| 2019   | J1   | 18    | 4.    | 23.272    | Sieger        | 4. Runde      | Sieger   | Gruppenphase  |
| 2020   | J1   | 18    | 1.    | 7.862     | Halbfinale    | Sieger        | —        | —             |
| 2021   | J1   | 20    | 1.    | 7.215     | Viertelfinale | Halbfinale    | Sieger   | Achtelfinale  |
| 2022   | J1   | 18    | 2.    | 17.939    | Viertelfinale | 3. Runde      | 2. Platz | —             |
| 2023   | J1   | 18    | 8.    | 19.840    | Gruppenphase  | Sieger        | —        | —             |
| 2024   | J1   | 20    | 8.    | 21.076    | Halbfinale    | 3. Runde      | —        | —             |
| 2025   | J1   | 20    |       |           |               |               |          |               |

## Auszeichnungen

### Spieler des Jahres
- Kengo Nakamura (2006)
- Yū Kobayashi (2017)
- Akihiro Ienaga (2018)

### Torschützenkönig des Jahres
- Juninho (2007)
- Yoshito Ōkubo (2013, 2014, 2015)
- Yū Kobayashi (2017)

### Nachwuchsspieler des Jahres
- Ao Tanaka (2019)

### Elf des Jahres
- Kengo Nakamura (2006, 2007, 2008, 2009, 2010, 2016, 2017, 2018)
- Hiroyuki Taniguchi (2006)
- Juninho (2007)
- Eiji Kawashima (2009)
- Yoshito Ōkubo (2013, 2014, 2015)
- Yū Kobayashi (2016, 2017)
- Elsinho (2017, 2018)
- Shintarō Kurumaya (2017, 2018)
- Jung Sung-ryong (2018)
- Shōgo Taniguchi (2018)
- Akihiro Ienaga (2018)
- Ryōta Ōshima (2018)

## Beste Torschützen
| Saison | Liga | Name                       | Tore |
| ------ | ---- | -------------------------- | ---- |
| 1997   | JFL  | Momodu Mutairu             | 21   |
| 1998   | JFL  | Valdney                    | 33   |
| 1999   | J2   | Tuto                       | 17   |
| 2000   | J1   | Akira Konno                | 3    |
| 2001   | J2   | Emerson                    | 19   |
| 2002   | J2   | Betinho                    | 16   |
| 2003   | J2   | Juninho                    | 28   |
| 2004   | J2   | Juninho                    | 37   |
| 2005   | J1   | Juninho                    | 16   |
| 2006   | J1   | Juninho                    | 20   |
| 2007   | J1   | Juninho                    | 22   |
| 2008   | J1   | Jong Tae-se                | 14   |
| 2009   | J1   | Juninho                    | 18   |
| 2010   | J1   | Juninho                    | 14   |
| 2011   | J1   | Yū Kobayashi               | 12   |
| 2012   | J1   | Renato                     | 10   |
| 2013   | J1   | Yoshito Ōkubo              | 26   |
| 2014   | J1   | Yoshito Ōkubo              | 18   |
| 2015   | J1   | Yoshito Ōkubo              | 23   |
| 2016   | J1   | Yoshito Ōkubo Yu Kobayashi | 15   |
| 2017   | J1   | Yu Kobayashi               | 23   |
| 2018   | J1   | Yu Kobayashi               | 15   |
| 2019   | J1   | Yu Kobayashi               | 13   |
| 2020   | J1   | Yu Kobayashi               | 14   |